# У нас на заводе
«У нас на заводе» — советский фильм 1971 года режиссёра Леонида Аграновича.

## Сюжет
На приволжском судостроительном заводе инженеры, техники и рабочие трудятся над созданием новой конструкции судна. Их работа, поиск, неудачи и радости неразрывно связаны с жизнью всего трудового заводского коллектива — только пришедшей работать на завод выпускницы ПТУ Нины Борзуновой, уже вышедшего на пенсию, но не уходящего с завода Героя Социалистического Труда старого литейщика Полухина, мастера Кудлая, молодого инженера Шошина — и когда, наконец, красавец-корабль спускают на воду, они могут с гордостью сказать: «Это наш, нашего завода».

Сценарий построен на материале жизни Сормовского завода в городе Горьком, съёмки велись в цехах, на стапелях.
Сквозь разные судьбы очень разных людей — молодых, старых, совсем юных — проступает общность, которая выражается словами «наш завод».

И об этом рассказано живо, наблюдательно, интересно. И судьба выпускницы ПТУ Нины Борзуновой — девушки, сбившейся было с пути, и рассказ о старом литейщике Полухине, ушедшем на пенсию, но отдающем свой опыт и знания новому делу, и трагический случай с «мастером — золотые руки» Кудлаем, и история молодого инженера Шошина, вместе с группой энтузиастов борющегося за судьбу своего изобретения — все эти сюжетные линии фильма, как ручейки в реку, сливаются в одно русло, как бы скрещиваются в одном фокусе.— кинокритик Дмитрий Писаревский, журнал «Спутник кинозрителя», август 1972 года

## В ролях
- Николай Волков — Алексей Кудлай, талантливый изобретатель
- Алексей Ковалёв — Лев Шошин, конструктор
- Пётр Константинов — Нил Федорович Полухин, знатный сталевар
- Наталья Беспалова — Нина Борзунова
- Виктор Авдюшко — Аников, рабочий
- Евгения Уралова — Клавдия Кудлай
- Виталий Соломин — Николай Старков
- Людмила Гаврилова — Алла
- Владимир Ферапонтов — Василенко, строитель корабля
- Александра Харитонова — Марья Петровна
- Геннадий Юхтин — Горобец
- Инга Будкевич — Полина Андреевна
- Инна Выходцева — мать Юры
- Марина Гаврилко — жена Полухина
- Николай Граббе — Феликс Гаврилович
- Марина Лобышева-Ганчук — Зина
- Раднэр Муратов — лейтенант милиции
- Юрий Назаров — милиционер
- Владимир Протасенко — милиционер
- Валентин Грачёв — механик
- Данута Столярская — секретарь
- Дмитрий Орловский — проводник
- Даниил Нетребин — эпизод
- Владимир Пучков — эпизод

## Критика
Поставлен фильм свежо, интересно и хорошо снят в цвете операторами Александром Шеленковым и Иолантой Чен.

Отлично сыграли свои роли П. Константинов (Полухин), В. Авдюшко (Аниканов), Н. Беспалова (Борзунова). Хороша в роли Клавдии Е. Уралова. К сожалению, по сравнению с партнерами (в основном, по сценарным причинам) проиграл А. Ковалев. Ему не удалось создать значительный и запоминающийся образ Шошина. В фильме можно отметить и другие недочеты. Автору не во всем удалось преодолеть сопротивление материала. Воплощение темы рабочего класса не относится к числу самых легких задач нашего кинематографа.— кинокритик Дмитрий Писаревский, журнал «Спутник кинозрителя», август 1972 года